# Референдум о легализации марихуаны на Аляске (2014)
В 2014 году в американском штате Аляска был успешно проведён референдум о легализации марихуаны (англ. Alaska Measure 2), и был принят «Закон о налогообложении и регулировании производства, продажи и использования марихуаны» (англ. An Act to tax and regulate the production, sale, and use of marijuana). Закон вступил в силу 24 февраля 2015 года, разрешив жителям Аляски в возрасте 21 года и старше иметь до унции каннабиса и шесть растений. Таким образом, Аляска стала третьим штатом, легализовавшим рекреационную марихуану, после Колорадо и Вашингтона. Орегон и Аляска проголосовали за легализацию в день выборов 2014 года, но Аляска опередила Орегон в принятии закона.
Правовой статус каннабиса на Аляске сильно менялся в течение предыдущих 40 лет. Ранее Аляска признала право на хранение и употребление каннабиса, рассмотрев в 1975 году в Верховном суде Аляски дело «Рейвин против штата». В 1982 году Законодательное собрание штата декриминализировало марихуану, но референдум 1990 года под аналогичным названием «Alaska Measure 2» вновь криминализировал каннабис, пока его положения не были отменены в 2003 году в Апелляционном суде Аляски по делу «Ной против штата».